# El Indio (Texas)
El Indio es un lugar designado por el censo ubicado en el condado de Maverick en el estado estadounidense de Texas. En el Censo de 2010 tenía una población de 190 habitantes y una densidad poblacional de 41,66 personas por km².

## Geografía
El Indio se encuentra ubicado en las coordenadas 28°30′32″N 100°18′26″O / 28.50889, -100.30722. Según la Oficina del Censo de los Estados Unidos, El Indio tiene una superficie total de 4.56 km², de la cual 4.53 km² corresponden a tierra firme y (0.62%) 0.03 km² es agua.

## Demografía
Según el censo de 2010, había 190 personas residiendo en El Indio. La densidad de población era de 41,66 hab./km². De los 190 habitantes, El Indio estaba compuesto por el 90.53% blancos, el 3.68% eran afroamericanos, el 0% eran amerindios, el 0% eran asiáticos, el 0% eran isleños del Pacífico, el 5.26% eran de otras razas y el 0.53% pertenecían a dos o más razas. Del total de la población el 88.95% eran hispanos o latinos de cualquier raza.